# Wereldkampioenschappen boogschieten 1985
De wereldkampioenschappen boogschieten 1989 waren door de Fédération Internationale de Tir à l'Arc (FITA) georganiseerde kampioenschappen voor boogschutters. De 33e editie van de wereldkampioenschappen vond plaats in de Zuid-Koreaanse hoofdstad Seoel van 1 tot en met 5 oktober 1985.

## Medailles

### Recurve
| Onderdeel             | Goud | Goud                                                                          | Zilver | Zilver                                                 | Brons | Brons                                                      |
| --------------------- | ---- | ----------------------------------------------------------------------------- | ------ | ------------------------------------------------------ | ----- | ---------------------------------------------------------- |
| Mannen (individueel)  | USA  | Richard McKinney                                                              | KOR    | Koo Ja-chong                                           | JPN   | Takayoshi Matsushita                                       |
| Mannen (team)         | KOR  | Ho Jin-su Jeon In-su Koo Ja-chong Seo Man-kyo                                 | USA    | Richard McKinney Glenn Meyers Darrell Pace Larry Smith | SWE   | Gert Bjerendal Göran Bjerendal Mats Nordlander Tommy Quick |
| Vrouwen (individueel) | URS  | Irina Soldatova                                                               | URS    | Ludmilla Arzhannikova                                  | KOR   | Kim Jin-ho                                                 |
| Vrouwen (team)        | URS  | Ludmilla Arzhannikova Chanda Gombozjapova Zebiniso Roestamova Irina Soldatova | KOR    | Kim Jin-ho Park Jung-ah Sed Hyang-sooh Yang Kyung-soon | FRG   | Margot Benz Manuela Dachner Doris Haas Claudia Kriz        |

### Medaillespiegel
| Plaats | Land             | Goud | Zilver | Brons | Totaal |
| 1      | Sovjet-Unie      | 2    | 1      | 0     | 3      |
| 2      | Zuid-Korea       | 1    | 2      | 1     | 4      |
| 3      | Verenigde Staten | 1    | 1      | 0     | 2      |
| 4      | Japan            | 0    | 0      | 1     | 1      |
| 4      | West-Duitsland   | 0    | 0      | 1     | 1      |
| 4      | Zweden           | 0    | 0      | 1     | 1      |
| Totaal | Totaal           | 4    | 4      | 4     | 12     |